# Running Out of Love
Running Out of Love è il quarto album in studio del gruppo musicale svedese The Radio Dept., pubblicato nel 2016.

## Tracce
1. Sloboda Narodu – 3:13
2. Swedish Guns – 5:35
3. We Got Game – 4:15
4. Thieves of State – 1:16
5. Occupied – 7:19
6. This Thing Was Bound to Happen – 3:12
7. Can’t Be Guilty – 4:36
8. Committed to the Cause – 5:48
9. Running Out of Love – 3:30
10. Teach Me to Forget – 6:06